# Kundakulturen

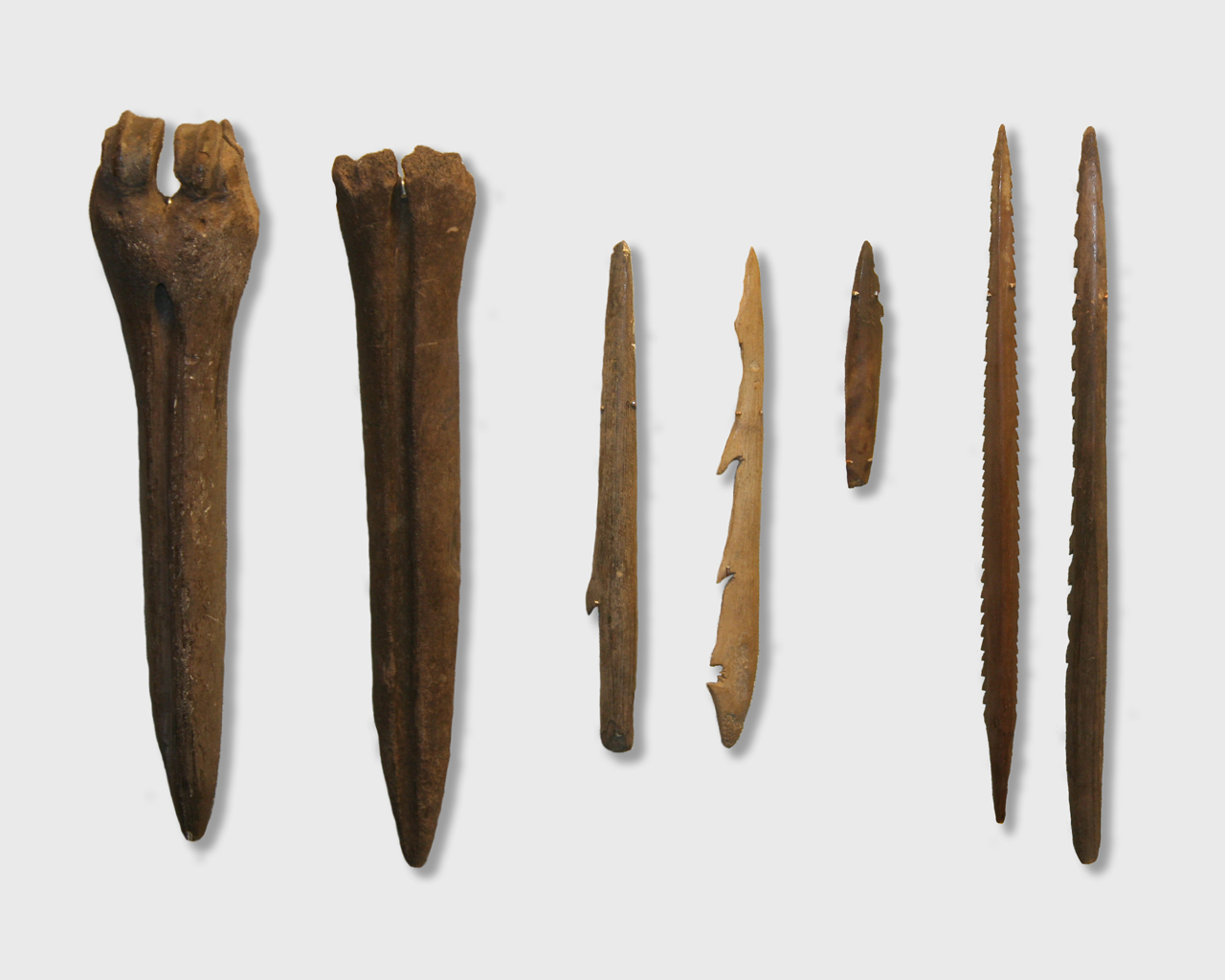
Redskap

Kundakulturen var en tidig mesolitisk kultur, benämnd efter den rika fyndplatsen Lammasmägi  på en backe och i den omgivande torvmossen. Platsen ligger vid Kunda 110 km  öster om Tallinn i nordöstra Estland vid Finska Viken, daterad till cirka 8 500-5 000 före Kristus. Dateringarna är kalibrerade kol 14 dateringar.
Kundakulturen utvecklades ur Swidérienkulturen. Den ersattes av Narvakulturen, som hade keramik och som i sina sena stadier visar spår av djurhållning. Kulturen var spridd i den baltiska skogsregionen österut genom Lettland in i norra Ryssland, Litauen,Polen och några boplatser i Vitryssland. 

## Kulturens ursprung
Kundakulturen har troligen utvecklats från den palaeolitiska Swideriankulturen som var spridd över samma område. En övergångsbosättning Pasieniai 1C i Litauen har stenverktyg av sen swideriansk natur men också tidiga Kundaverktyg. En form av redskap tillverkade i båda kulturerna är den retuscherade tångespetsen. Sista tidens Swiderian dateras till 7800–7600 f.Kr. (kalibrerat värde)  det vill säga under den preboreala tiden. Kundakulturen början vid samma tid utan tidslucka. Efterföljarna till Swideriankulturen var de första som befolkade Estland när det blev beboligt. Andra postswiderianska grupper bosatte sig ända bort till Uralbergen. Det har först en diskussion om Kundakulturen ursprung där en rysk forskare  Sorokin föreslagit att vissa estniska boplatser bara är säsongsboplatser, men det har avvisats av andra forskare.

## Redskap
Kännetecknande för Kundakultur är små sticklar för benbearbetning, skrapor för skinnberedning och träarbeten och olika spetsar av flinta och kvarts för jakt. De kalkrika sedimenten på fyndplatserna har bevarat talrika benföremål, bl.a. harpuner, pilspetsar och hackor. Bilden avbildar benredskap från kulturen.

## Bostäder
Bosättningsplatserna valdes praktiskt tagit alltid nära vatten och födoresurser. I Estland var de belägna på stranden av floder och sjöar. Senare bodde man också på havskusten. Vattenvägar användes också för att transportera sig ilandskapet. Kundakulturen är inte känd för många bosättningar med fynd av bostäder. Även byggmaterialen i den mer permanenta bostaden var huvudsakligen organiskt material, och de försvann snabbt efter  att bostaden övergetts. Endast stenar i härden , sotet i jorden och den möjliga grunden bevarades. Litauen har bosättningar från den tidiga mesolitiska perioden. Bostäderna var ofta en mindre fördjupning,  bostadsgropar. Golvytan var oftast  ca 20-40 kvadratmeter. Materialen till takkonstruktionen som uppfördes över bostaden är okända. Troligen användes skinn, torv och eller strån av växter (boreal period). Taket hade stöd av en hög stolpe. I mitten av bostaden var en härd. Det mobila levnadssättet gynnar användningen av lätta strukturer. Vid inrättandet av ett tillfälligt läger, grävdes ingen grop för bostadens botten. Om typen av bostad var en hydda, lämnade elden ibland spår på marken efter att hyddan revs. Denna typ av boplatser är svåra att upptäcka. 

## Gravar och begravningar
Kundakultur hade sina gravar nära boplatserna. I Kivisaari i Estland har 20 gravar och fler människoben dokumenterats vid Võtsjärvis strand. Enligt osteologer var de begravda  barn, män och kvinnor, i åldrarna 2 till 35 år. Kropparna lades i rakt ryggläge. Händerna placerades på sidorna. Troligen var de döda klädda vid begravningen. Det finns ingen rödockra i Kundakulturens gravar i Estland.
Mer än 300 gravar har undersökts från Lettlands Zvejniek  varav cirka 100 tillhör mesolitikum. Den äldsta dateringen är 7150 f.Kr. De döda begravdes rakt, ofta liggande på rygg, möjligen insvept i läder och med lemmar bundna, klädda i sina kläder och smycken var sydda på kläderna. Graven var ibland utrustad med arbets- och jaktutrustning och livsmedel. De döda troddes fortsätta att leva även efter deras död.  Graven var täckt med rödockra och täckt med stenar.

## Boplatser
Kundakulturens boplatser är kända från Estland, Lettland och norra Litauen men även södra Finland, Ryssland och Polen samt Vitryssland har boplatser. Området var förutom en smal kuststräcka vid Östersjön beväxtmed skog. De flesta fyndorterna finns vid sjöar, floder eller mossar. Kulturen är den första stabila bosättningen i regionen. Det är en blandad samlar- och fiske-jägarkultur. Bland de många djurbensfynden finns objekt av ben och horn bearbetade till redskap. Vid de sena mesolitiska boplatserna på öarna i västra Estland vid Könnu och Köpu jagade man säl. De flesta bosättningarna inom kulturen låg nära skogen vid stränder av floder, sjöar eller våtmarker. Älg jagades intensivt, troligen med tränade jakthundar. Gädda och andra fiskarter fiskades i floderna. . Kulturen har en rik ben och horntillverkning, speciellt för fiske. Verktygen var dekorerade med enkla geometriska mönster, och saknar komplexiteten hos den samtida Maglemosekulturen.

## Mera kända boplatser

### Under tidigmesolitikum användes
- Pulli (9000–8600 f.Kr., Estland)
- Pärnu Lodja (Estland)
- Kunda Lammasmägi (Estland, 8700–5000 f.Kr.)
- Veshevo 2 eller Heinjoki Tarhojenranta (Karelska istället för estniska)
- Korpilahden Antrea (Karelska istället för estniska)
- Sulagals  i Lettland.
- Zvejnieki 2 i Lettland.
- Karaviskes 6A  i Litauen.
- Kabeliai 2  i Litauen, 9200–5000 f.Kr.
- Ristola  i Finland 8600–8200 f.Kr., Lahtis.
- Saarenoja 2  i Finland ca 8600 f.Kr., Villmanstrand.
- Myllykoski  i Finland ca 8800, Orimattila.
- Helvetinhaudanpelto (8400 f.Kr., Juankoski).

### Under mellanmesolitikum användes
- Kabeliai 2  i Litauen, 9200–5000 f.Kr.
- Sindi-Lodja I och II  i Estland, 7000–6500 f.Kr.
- Metsääre I  i Estland, 7000–5000 f.Kr.
- Narvan Joaoru  i Estland, 6500 f.Kr.
- Kunda Lammasmäe  i Estland, 8700–5000 f.Kr.

### Andra bosättningar
Kundakultur har upptäckts i Estland dessutom på följande platser  Lepakose, Navesti, Moksi, Siimusaari, Umbus, Vortsjärvi Island, Narva Siyvertsi, Vihasoo, Valge-Risti, Kõpu, Ruhnu, Võhma, Pahapili, Leie Lohu, Lalsi III, Oiu I och II och Ridaküla.
- I Ryssland Velizh, Luga och Tyrvala
- I Litauen Pasieniai
- I Polen Tłokowo och Ełk;
- I Vitryssland i området Polotsk (två bosättningar) och i området Verkhnedvinsk (en bosättning.

### Kunda
Kundakulturen är uppkallad efter en av de viktigaste boplatserna i staden Kunda. Fyndplatsen är på  höjden Hiiemägi  öster om nuvarande stadscentrum och på höjden Lammasmägi, som då var en ö in insjö. Utgrävningarna leddes 1933-1937 av Richard Indreko. Richard Indreko (1900–1961) arbetade först med mesoliticum. 1933–1937 års undersökningar i  Kunda Lammasmägi  publicerades av Indreko 1936.

### Pulli
Pulli är Estland äldsta boplats. De första invånarna kom till Pulli för 10 000 - 11 000 år sedan. Boplatsen ligger vid  Pärnufloden, Den ligger 2 kilometer från staden Sindi, som är belägen 14 kilometer från Pärnu. Kol-14  datering anger att Pulli  började sin historia för 11 000 år sedan. 9000 f.Kr. låg Pulli boplatsen exakt där  Pärnu flöt ut i Östersjön, idag är det ca en och en halv mil uppströms. Pulli upptäcktes 1967 då man tog sand från flodbanken vid  Pärnu. Arkeologiska undersökningar genomfördes  1968-1973 and 1975-76 av den estniske arkeologen  L. Jaanits. Boplatsen låg begravd under 5 meter sand.
Grävningarna  har gett 1175 fynd från det 1000 kvadratmeter stora boplatsområdet. Fynden omfattar huvudsakligen föremål av svart flinta, ben och horn. Benföremålen är fiskekrokar och hängen. Svart flinta finns inte i Estland. men den finns i Vitryssland och Södra Litauen. Därför tror forskarna att stenen har medförts de första bosättare till Estland. Befokningen som kom till Pulli rörde sig troligen längs med Daugava i Lettland, och sedan utmed kusten till mynningen av  Pärnu. .En hundtand som hittades i Pulli är det äldsta beviset på tamhundens förekomst i Estland.

### Zvejnieki
Zvejnieki är ett gravfält från stenåldern med över 400 gravhögar. Den är belägen längs en drumlin på sjön Burtnieks norra strand, i Lettland. Platsen har varit känd sedan 1800-talet och har använts som grustäkt. Efter att ett mänskligt kranium hittats 1964 inledde Francis Zagorskis arkeologiska utgrävningar, som pågick till 1978.
Av gravfältets uppskattningsvis 400 gravar är 330 idag registrerade, med ungefär jämn könsfördelning. En tredjedel är barngravar. Gravgods, ofta djurtandshängen, återfinns i både vuxen- och barngravar. Ett mindre antal mans- och kvinnogravar innehåller jakt och fiskeredskap, t.ex harpuner, spjut, spetsar och fiskekrokar. De första gravarna dateras till runt år 7000 f.Kr. under mellanmesolitisk tid, men gravfältet användes under nästan hela stenåldern i cirka fyra tusen år. Två bosättningar har hittats nära gravfältet: Zvejnieki I (neolitisk) och Zvejnieki II (mesolitisk).

### Pasieniai
Boplatsen Pasieniai IC i Litauen är en tidig boplats med bladade fynd av Swideriankultur och Kundakultur.